# Leopard Automobile

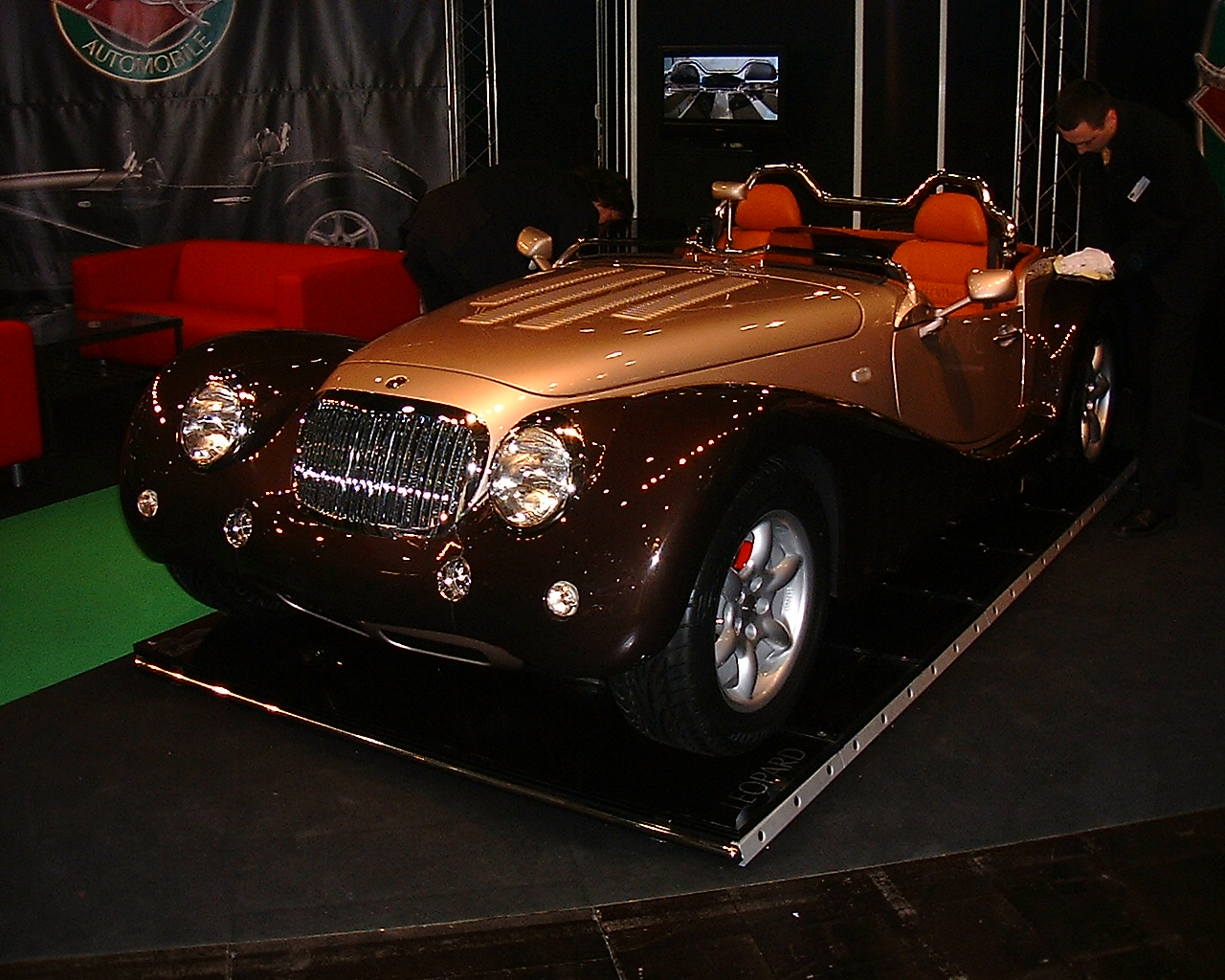
Leopard 6 Litre Roadster, jedyny model przedsiębiorstwa Leopard Automobile

Leopard Automobile AB – byłe przedsiębiorstwo, które miało swoją siedzibą w Trelleborg w Szwecji, zajmowało się produkcją samochodów sportowych pod marką Leopard 6 Litre Roadster. Przedsiębiorstwo posiadało zakład produkcyjny w Mielcu, ze względu na dostępność w tym mieście nowoczesnych technologii (elektronika, budowa samolotów, obróbka aluminium itd.). W projekt zaangażowany był szwedzki miłośnik motoryzacji Alf Näslund. Współzałożycielem przedsiębiorstwa i głównym konstruktorem pojazdu był Polak – Zbysław Szwaj.

## Historia firmy
Pierwsze próby stworzenia polsko-szwedzkiego współczesnego samochodu sportowego miały miejsce na początku lat dziewięćdziesiątych. Powstał prototyp samochodu pod marką Gepard (1990), który przez przedsiębiorstwo nazywany był Leopard Roadster Series 1. Jego stylistyka była klasyczna, przypominająca klasyczne modele przedsiębiorstwa Morgan. Początkowo miały go napędzać silniki produkcji Mercedes-Benz, potem rozważano zastosowanie silnika V8 przedsiębiorstwa Rover. W 1995 roku przedsiębiorstwo zmieniło nazwę. Postanowiono rozpocząć wszystko od nowa, łącznie z zaprojektowaniem nowego pojazdu. W 2002 roku ukończono budowę nowej fabryki w Mielcu, a rok później gotowy był pierwszy prototyp nowego samochodu: Leopard 6 Litre Roadster. Jego premiera odbyła się w kwietniu 2005 roku w Paryżu. Był to jedyny model tego przedsiębiorstwa. Fabryka w Mielcu od 2004 roku nosiła nazwę Leopard Automobile-Mielec Sp. z o.o..
Na początku roku 2008 kontrolę nad firmą Leopard przejęła niemiecka firma CAR Technology GmbH z Kolonii należąca do Manfreda Friesa i niezajmująca się dotąd produkcją, a jedynie projektowaniem samochodów. CAR Technology wykupił 51% akcji Leopard Automobile. Jednym z celów przejęcia był rozgłos, jaki miało przynieść niemieckiemu biuru inżynieryjnemu nabycie nowej marki.
W 2014 roku ogłoszono upadłość tej firmy.